# Chef-Boutonne
Chef-Boutonne és un municipi francès situat al departament de Deux-Sèvres i a la regió de la Nova Aquitània. L'any 2007 tenia 2.279 habitants.

## Demografia

### Població
El 2007 la població de fet de Chef-Boutonne era de 2.279 persones. Hi havia 981 famílies de les quals 307 eren unipersonals (125 homes vivint sols i 182 dones vivint soles), 352 parelles sense fills, 229 parelles amb fills i 93 famílies monoparentals amb fills.
La població ha evolucionat segons el següent gràfic:
Habitants censats

### Habitatges
El 2007 hi havia 1.154 habitatges, 1.002 eren l'habitatge principal de la família, 66 eren segones residències i 87 estaven desocupats. 1.035 eren cases i 114 eren apartaments. Dels 1.002 habitatges principals, 630 estaven ocupats pels seus propietaris, 346 estaven llogats i ocupats pels llogaters i 25 estaven cedits a títol gratuït; 10 tenien una cambra, 52 en tenien dues, 182 en tenien tres, 271 en tenien quatre i 488 en tenien cinc o més. 672 habitatges disposaven pel capbaix d'una plaça de pàrquing. A 511 habitatges hi havia un automòbil i a 298 n'hi havia dos o més.

### Piràmide de població
La piràmide de població per edats i sexe el 2009 era:
| Homes | Edats   | Dones |
| ----- | ------- | ----- |
| 4     | 95 o +  | 16    |
| 4     | 90 a 94 | 24    |
| 20    | 85 a 89 | 52    |
| 16    | 80 a 84 | 48    |
| 56    | 75 a 79 | 100   |
| 44    | 70 a 74 | 84    |
| 88    | 65 a 69 | 80    |
| 72    | 60 a 64 | 92    |
| 56    | 55 a 59 | 68    |
| 44    | 50 a 54 | 36    |
| 68    | 45 a 49 | 52    |
| 80    | 40 a 44 | 84    |
| 60    | 35 a 39 | 76    |
| 64    | 30 a 34 | 60    |
| 56    | 25 a 29 | 36    |
| 68    | 20 a 24 | 64    |
| 44    | 15 a 19 | 76    |
| 84    | 10 a 14 | 64    |
| 32    | 5 a 9   | 28    |
| 44    | 0 a 4   | 44    |

## Economia
El 2007 la població en edat de treballar era de 1.269 persones, 871 eren actives i 398 eren inactives. De les 871 persones actives 764 estaven ocupades (423 homes i 341 dones) i 107 estaven aturades (37 homes i 70 dones). De les 398 persones inactives 144 estaven jubilades, 116 estaven estudiant i 138 estaven classificades com a «altres inactius».

### Ingressos
El 2009 a Chef-Boutonne hi havia 1.009 unitats fiscals que integraven 2.142,5 persones, la mediana anual d'ingressos fiscals per persona era de 14.811 €.

### Activitats econòmiques
Dels 137 establiments que hi havia el 2007, 6 eren d'empreses alimentàries, 1 d'una empresa de fabricació de material elèctric, 6 d'empreses de fabricació d'altres productes industrials, 19 d'empreses de construcció, 28 d'empreses de comerç i reparació d'automòbils, 5 d'empreses de transport, 10 d'empreses d'hostatgeria i restauració, 1 d'una empresa d'informació i comunicació, 9 d'empreses financeres, 4 d'empreses immobiliàries, 14 d'empreses de serveis, 23 d'entitats de l'administració pública i 11 d'empreses classificades com a «altres activitats de serveis».
Dels 47 establiments de servei als particulars que hi havia el 2009, 1 era una oficina d'administració d'Hisenda pública, 1 gendarmeria, 1 oficina de correu, 3 oficines bancàries, 1 funerària, 6 tallers de reparació d'automòbils i de material agrícola, 1 taller d'inspecció tècnica de vehicles, 1 autoescola, 2 paletes, 4 guixaires pintors, 3 fusteries, 3 lampisteries, 4 electricistes, 1 empresa de construcció, 5 perruqueries, 3 veterinaris, 4 restaurants, 1 agència immobiliària, 1 tintoreria i 1 saló de bellesa.
Dels 14 establiments comercials que hi havia el 2009, 2 eren supermercats, 1 una gran superfície de material de bricolatge, 4 fleques, 2 carnisseries, 1 una llibreria, 1 una botiga de mobles, 1 un drogueria, 1 una joieria i 1 una floristeria.
L'any 2000 a Chef-Boutonne hi havia 31 explotacions agrícoles que ocupaven un total de 1.590 hectàrees.

## Equipaments sanitaris i escolars
El 2009 hi havia 2 farmàcies i 2 ambulàncies.
El 2009 hi havia 1 escola maternal i 2 escoles elementals. A Chef-Boutonne hi havia 2 col·legis d'educació secundària i 1 liceu tecnològic. Als col·legis d'educació secundària hi havia 337 alumnes i als liceus tecnològics 225.

## Poblacions més properes
El següent diagrama mostra les poblacions més properes.